# Spiel des Jahres
Spiel des Jahres is een onderscheiding die wordt toegekend aan bordspellen. De jury bestaat uit Duitse spelrecensenten. De onderscheiding wordt sinds 1979 uitgereikt.
Een tienkoppige jury nomineert de spellen en kiest ook de winnaar. De criteria waarop wordt gelet zijn:
- spelidee en originaliteit
- structuur van de regels en helderheid hiervan
- vormgeving
- speelwijze

De voorkeur gaat vaak uit naar een toegankelijk familiespel. Onder liefhebbers van bordspelen is de kritiek geuit dat het vaak de grotere uitgevers zijn die de prijs winnen.
Sinds 2001 wordt er ook een prijs uitgereikt voor kinderspellen: Kinderspiel des Jahres.
Sinds 2011 wordt er ook een prijs uitgereikt voor complexere bordspelen: Kennerspiel des Jahres.

## Winnaars Spiel des Jahres
- 2025: Bomb Busters
- 2024: Sky Team
- 2023: Dorfromantik: Das Brettspiel (Pegasus Spiele)
- 2022: Cascadia (Flatout Games, AEG, Kosmos)
- 2021: MicroMacro: Crime City (Edition Spielwiese, Pegasus Spiele)
- 2020: De Crew (Kosmos, 999 Games)
- 2019: Just One (Repos Production)
- 2018: Azul (Next Move Games/Plan B)
- 2017: Kingdomino (Pegasus Spiele)
- 2016: Codenames (Czech Games Edition, Heidelberger Spieleverlag, White Goblin Games)
- 2015: Colt Express (Ludonaute)
- 2014: Camel Up (Eggertspiele)
- 2013: Hanabi (ABACUSSPIELE)
- 2012: Kingdom Builder (Queen Games)
- 2011: Qwirkle (Mindware Games)
- 2010: Dixit (Libellud)
- 2009: Dominion (Hans im Glück, 999 Games)
- 2008: Keltis (Kosmos)
- 2007: Zooloretto (999 Games)
- 2006: Thurn Und Taxis (Hans im Glück)
- 2005: Niagara (Zoch)
- 2004: Zug um Zug (Days of Wonder)
- 2003: Alhambra (Queen Games)
- 2002: Villa Paletti (Zoch)
- 2001: Carcassonne (Hans im Glück)
- 2000: Torres (FX)
- 1999: Tikal (Ravensburger)
- 1998: Elfenland (Amigo)
- 1997: Mississippi Queen (GoldSieber)
- 1996: El Grande (Hans im Glück)
- 1995: Kolonisten van Catan (Kosmos)
- 1994: Manhattan (Hans im Glück)
- 1993: Bluff (FX Schmid)
- 1992: Um Reifenbreite (Jumbo)
- 1991: Drunter & Drüber (Hans im Glück)
- 1990: Adel Verpflichtet (FX Schmid)
- 1989: Café International (Mattel)
- 1988: Barbarossa und die Rätselmeister (ASS)
- 1987: Auf Achse (FX Schmid)
- 1986: Heimlich & Co (Ravensburger)
- 1985: Sherlock Holmes Criminal Cabinet (Franck-Kosmos)
- 1984: Dampfroß (Schmidt)
- 1983: Scotland Yard (Ravensburger)
- 1982: Sagaland (Ravensburger)
- 1981: Focus (Parker)
- 1980: Rummikub (Intelli)
- 1979: Hase und Igel (Ravensburger)

## Winnaars Kinderspiel des Jahres
- 2025: Topp die Torte
- 2024: Die magischen Schlüssel
- 2023: Mysterium Kids (Libellud, Space Cow)
- 2022: Magische Berg (Amigo, 999 Games)
- 2021: Dragomino (Pegasus Spiele, Blue Orange)
- 2020: Speedy Roll (Lifestyle Boardgames, Piatnik)

## Winnaars Kennerspiel des Jahres
- 2025: Endeavor: Die Tiefsee
- 2024: e-Mission
- 2023: Challengers! (1 More Time Games, Z-Man Games)
- 2022: Living Forest (Ludonaute)
- 2021: Paleo (Hans im Glück, 999 Games)
- 2020: Pictures (PD-Verlag)
- 2019: Wingspan (Feuerland, 999 Games)
- 2018: De Kwakzalvers van Kakelenburg (Schmidt, 999 Games)
- 2017: Exit - Het spel (Kosmos, 999 Games)
- 2016: Isle of Skye (Lookout Games, 999 Games)
- 2015: Broom Service (Ravensburger)
- 2014: Istanbul (Pegasus Spiele)
- 2013: De Legenden van Andor (Kosmos, 999 Games)
- 2012: Het Dorp (Pegasus Spiele, 999 Games)
- 2011: 7 Wonders (Repos Production)